# ذا بيهيموث

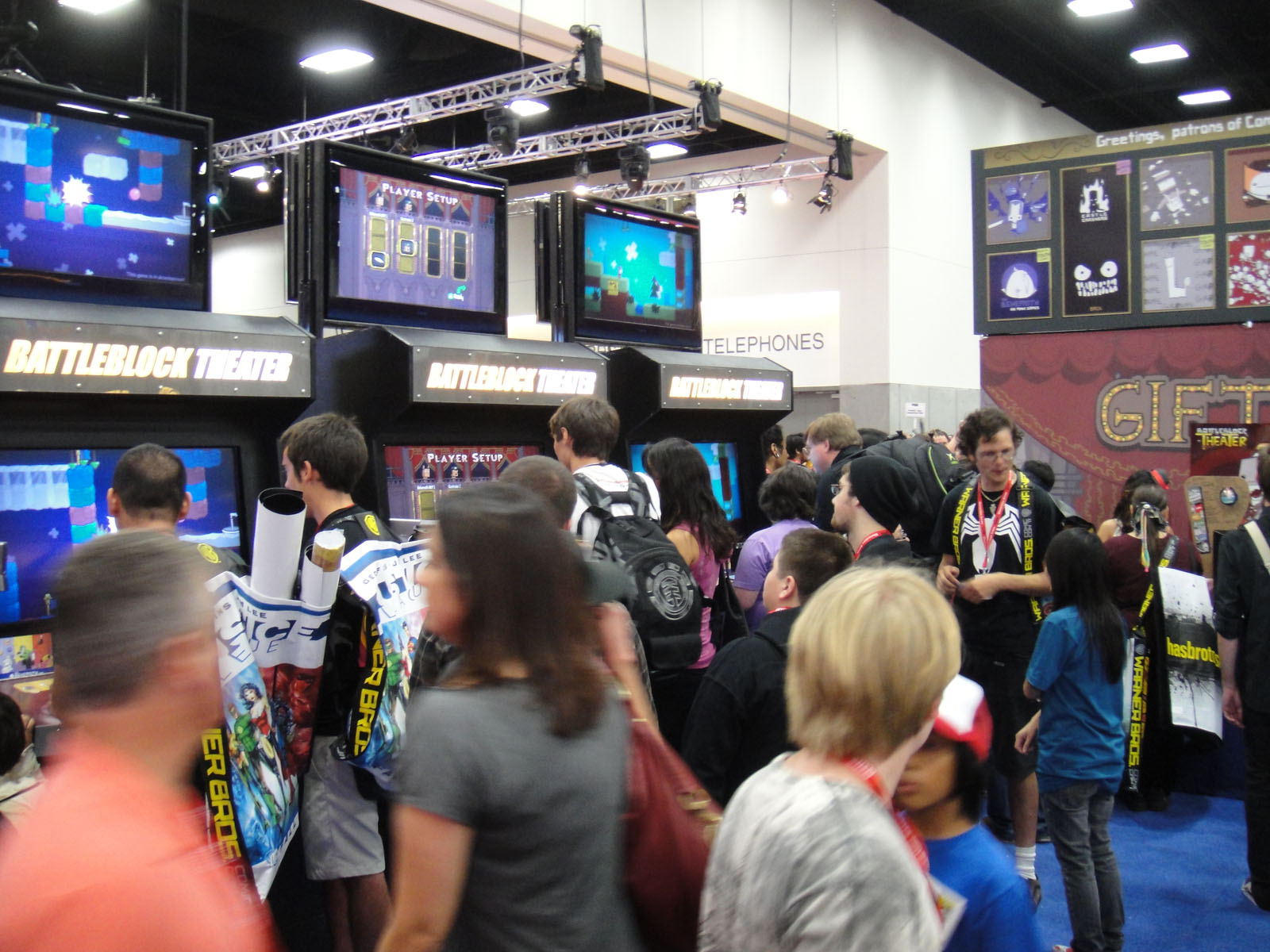
معرض سان دييغو كوميك كون سنة 2011.

ذا بيهيموث (بالإنجليزية: The Behemoth)‏، هي شركة أمريكية تأسست سنة 2003، وتقع مقرها في مدينة سان دييغو بولاية كاليفورنيا.

## الموقع الخارجي
- الموقع الرسمي
 (الإنكليزية)